# Нижние Осельки
Ни́жние Осельки́ (фин. Osselki, Ala Osselki) — деревня Лесколовского сельского поселения Всеволожского района Ленинградской области.

## Название
Название финское, происходит от слова uusiselkä, что означает новая гряда. Известно, что по Карельскому перешейку прошёл ледник, который оставил после себя гряды, озы, камы, сохранившиеся до сих пор.

## История
По данным обследования, произведённого летом 1927 года историком, председателем ЛОИКФУН Вячеславом Александровичем Егоровым (1878—1934), деревню основала семья Пеллинен, переселившаяся сюда из деревни Кавголово. Более поздние переселенцы — жители деревни Мурино и других окрестных деревень.
На «Карте окружности Санкт-Петербурга» 1810 года на месте современной деревни Нижние Осельки упоминается деревня Осюлки.
На карте Санкт-Петербургской губернии Ф. Ф. Шуберта 1834 года обозначены две деревни Оселки — будущие Нижние и Верхние Осельки

ОСЕЛЬКИ — мыза, при оной деревня ОСЕЛЬКИ, принадлежит Софье Кетцлер, надворной советнице, жителей по ревизии 55 м. п., 47 ж. п.;
 Стеклянный завод. Питейный дом. (1838 год)

На этнографической карте Санкт-Петербургской губернии П. И. Кёппена 1849 года она обозначена как деревня «Osselki», расположенная в ареале расселения эвремейсов. В пояснительном тексте к этнографической карте указаны две деревни Osselki (Осельки), одна из них Токсовского прихода, количество жителей в ней на 1848 год: эвремейсов — 39 м. п., 34 ж. п., а также 5 чел. ижоры, всего 78 человек.

ОСЕЛЬКИ — деревня Ведомства государственного имущества, по просёлкам, 19 дворов, 65 душ м. п. (1856 год)

Согласно «Топографической карте частей Санкт-Петербургской и Выборгской губерний», в 1860 году самая северная деревня Оселки (современные Верхние Осельки) насчитывала 4 крестьянских двора, в ней располагалась мыза Чевелева и Сергеевка. Расположенные южнее и по смежеству Оселки (современные Нижние Осельки) состояли из 22 дворов, с ними соседствовала дача капитана Стооларме-Таваста. Ещё южнее находились (ныне не существующие) усадьбы Господина Гаммера и Помещика Кецлера, близ них располагались кабак и больница.

ОСЕЛЬКИ — мыза владельческая при речке Ховкагока и пруде; 1 двор, жителей 6 м. п., 7 ж. п.;

ОСЕЛЬКИ — деревня казённая при колодцах; 21 двор, жителей 62 м. п., 61 ж. п. (1862 год)

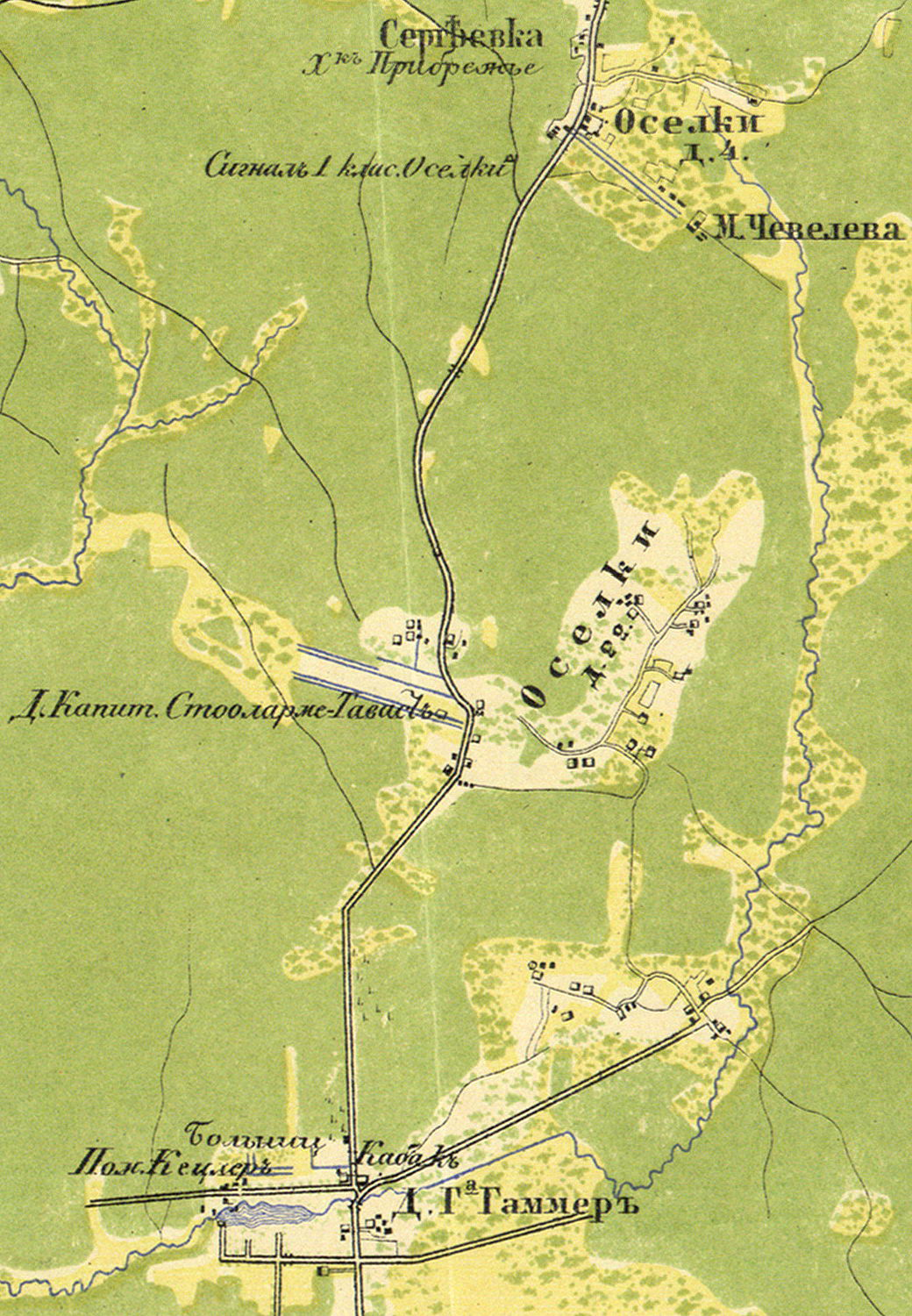
Деревни Осельки на карте 1860 года
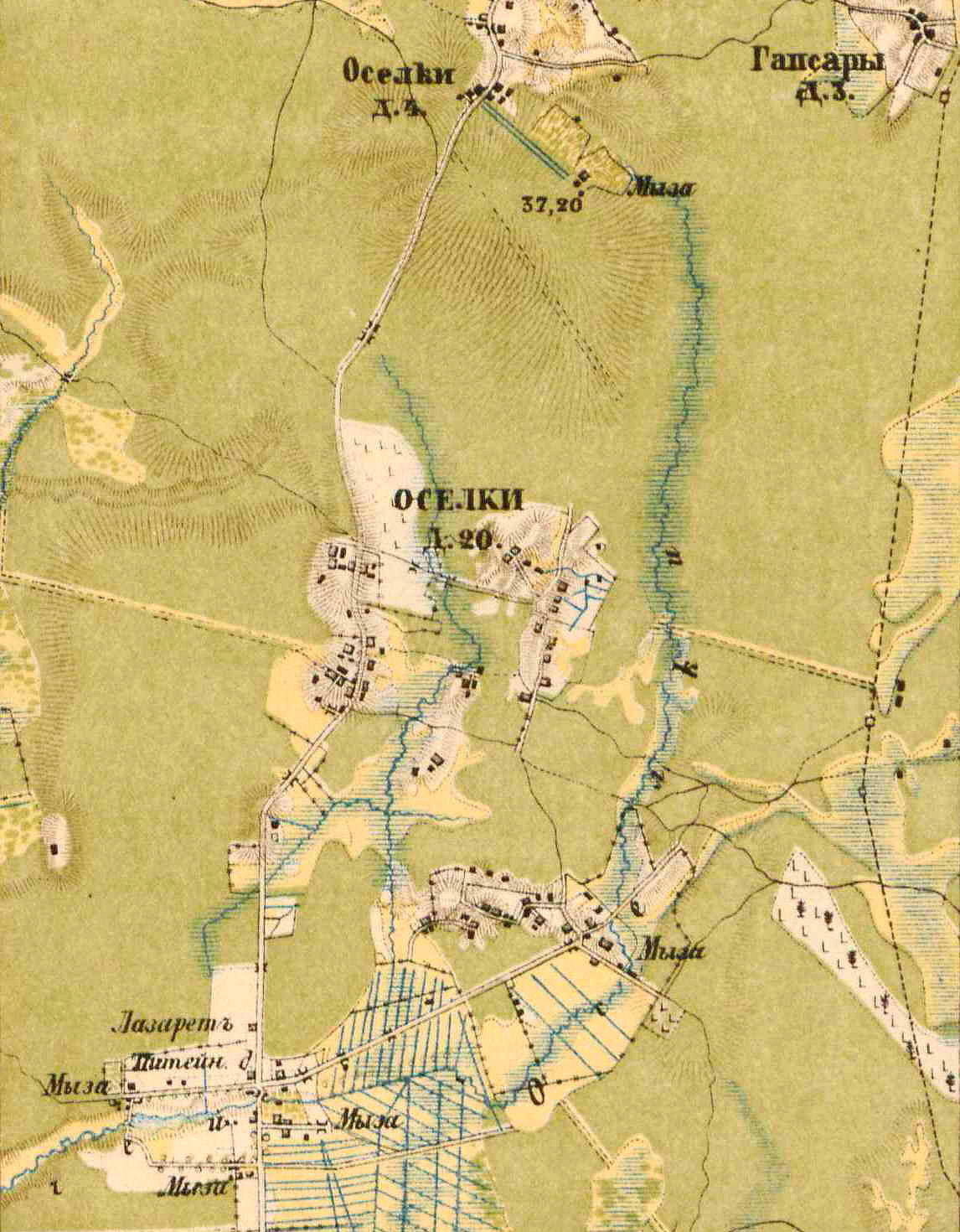
Деревни Осельки на карте 1885 года

Согласно материалам по статистике народного хозяйства Санкт-Петербургского уезда 1891 года:
- мыза Осельки площадью 40 десятин принадлежала дворянам Ф. и К. Ф Кецлер, приобретена до 1868 года.
- мыза Осельки площадью 193 десятины принадлежала дворянину Г. Ф Кецлеру, приобретена до 1868 года.
- имение Штейнфельд площадью 52 десятины принадлежало мещанке А. Ф. Климовой, приобретено до 1868 года.
- имение Ново площадью 200 десятин принадлежало жене ганс. гражданина А. В. Мазинг, приобретено в 1886 году.
- имение близ селения Осельки площадью 100 десятин принадлежало действительному статскому советнику П. А. Плахову, приобретено в 1884 году.
- имение близ селения Осельки принадлежало мещанину С. Ф. Полдуня.
- имение Лилин-Труд площадью 65 десятин принадлежало дворянке Е. Ф. фон Ререн, приобретено до 1868 года.
- имение Осельки площадью 105 десятин принадлежало дворянину А. Ф. Кетцлеру, приобретено до 1868 года.
- имение Софиенгоф площадью 20 десятин принадлежало дворянам А. А. и В. А. Столярм-Тавост и С. А. Кетцлеру, приобретено до 1868 года.
- имение Пери площадью 408 десятин принадлежало графине Л. К. Сиверс, приобретено в 1869 году[14].

АЛЕКСАНДРОВКА (ОСЕЛЬКИ) — мыза крестьянки Главацкой, при Гарболовской шоссейной дороге (Куйвозовский тракт) и проселочной дороге при пруде, 1 двор, 3 м. п., 3 ж. п. — всего 6 чел.

ЛИЛЛИЕН ТРУД (ОСЕЛЬКИ) — мыза мещанина Гильбихе, при Гарболовской шоссейной дороге (Куйвозовский тракт) 1 двор, 4 м. п., 4 ж. п. — всего 3 чел. смежная с мызой Софиенгоф.

НОВО (ОСЕЛЬКИ) — мыза, принадлежавшая вдове дворянина А. Ф. Кетцлера, при Гарболовской шоссейной дороге (Куйвозовский тракт), при речке без названия 1 двор, 2 м. п., 2 ж. п. — всего 4 чел.

ОСЕЛЬКИ — деревня, на земле Осельковского сельского общества, при Гарболовской шоссейной дороге (Куйвозовский тракт) 20 дворов, 53 м. п., 51 ж. п. — всего 104 чел.

ОСЕЛЬКИ — мыза, принадлежавшая вдове дворянина А. Ф. Кетцлера, при Гарболовской шоссейной дороге (Куйвозовский тракт), при небольшом пруде 2 двора, 3 м. п., 6 ж. п. — всего 9 чел. Водяная мельница.

ОСЕЛЬКИ — поселок арендаторов, на земле вдовы дворянина В. Кетцлер и дворянина А. Кетцлера, при Гарболовской шоссейной дороге (Куйвозовский тракт) 2 двора, 8 м. п., 4 ж. п. — всего 12 чел. Постоялый двор, мелочная лавка.

ОСЕЛЬКИ — поселок арендаторов, на земле дворянина Адольфа Кетцлера, при Гарболовской шоссейной дороге (Куйвозовский тракт) 2 двора, 7 м. п., 6 ж. п. — всего 13 чел. Токарня.

ОСЕЛЬКИ — поселок арендаторов, на земле дворянки В. Кетцлер, при Гарболовской шоссейной дороге (Куйвозовский тракт) 1 двор, 4 м. п., 5 ж. п. — всего 9 чел.

ОСЕЛЬКИ — поселок арендаторов, на земле дворянки В. Кетцлер, при Гарболовской шоссейной дороге (Куйвозовский тракт) 2 двора, 3 м. п., 9 ж. п. — всего 12 чел. Кузница.

ОСЕЛЬКОВСКИЕ ФЕРМЫ — деревня арендаторов на земле Графа Шувалова, при Куйвозовско-Гарболовской земской дороге 4 двора, 15 м. п., 15 ж. п. — всего 30 чел.

СОФИЕНГОФ (ОСЕЛЬКИ) — мыза регистратора А. В. Терейковского, при Гарболовской шоссейной дороге (Куйвозовский тракт) 1 двор, 6 м. п., 3 ж. п. — всего 9 чел.

ФЕДОРОВКА (ОСЕЛЬКИ) — мыза, принадлежавшая вдове дворянина А. Ф. Кетцлера, при Гарболовской шоссейной дороге (Куйвозовский тракт), при пруде 2 двора, 5 м. п., 6 ж. п. — всего 11 чел. Кузница.

ШТЕНФЕЛОДЕ (ОСЕЛЬКИ) — мыза мещанки Климовой, при Гарболовской шоссейной дороге (Куйвозовский тракт) 3 двора, 10 м. п., 8 ж. п. — всего 18 чел. смежная с деревней Осельки. (1896 год)

В конце XIX — начале XX века деревня Осельки административно относилась к Вартемякской волости 4-го стана Санкт-Петербургского уезда Санкт-Петербургской губернии. Население деревни было смешанным — финско-ижорским.

ОСЕЛЬКИ — селение Осельковского сельского общества Вартемякской волости, число домохозяев — 18, наличных душ: 36 м. п., 42 ж. п., земли пахотной — 192, леса — 74, итого: 266 десятин. (1905 год)

В 1905 году землевладельцами в Осельках были:
- Генрих Юлианович Борисович, дворянин, Осельки (Александровка), 99 десятин 1916 кв. саженей.
- Елисавета Эммануиловна Гильбих, бракоразводная жена потомственного почётного гражданина, Осельки (Софиен-Гоф), 18 десятин.
- Вера Павловна Кетцлер, вдова дворянина, Осельки, 192 десятины 923 кв. сажени.
- Наследники Августы Фёдоровны Климовой, вдовы мещанина, Осельки (Штекфельд), 45 десятин.
- Екатерина Адольфовна Комисарова, вдова личного почётного гражданина, Осельки (Адольфовка и Ново), 291 десятина 1096 кв. саженей.
- Владимир Порфирьевич Макалинский, дворянин, Осельки (Лилиен-Труд), 65 десятин.
- Иван Емельянович Постников, купец 2-й гильдии, Осельки (Фёдоровка), 40 десятин.

В 1908 году в деревне Осельки Вартемякской волости проживал 81 человек из них 9 детей школьного возраста (от 8 до 11 лет).
С 1917 по 1924 год деревня входила в состав Оселковского сельсовета Вартемягской волости Ленинградского уезда.
С 1924 года в составе Парголовской волости.
Согласно переписи населения СССР 1926 года:

ОСЕЛЬКИ — деревня Осельковского сельсовета Парголовской волости Ленинградского уезда, 92 хозяйства, 356 душ.

Из них: русских — 30 хозяйств, 96 душ; ингерманландцев — 41 хозяйство, 193 души; суоми — 18 хозяйств, 67 душ; немцев — 1 хозяйство, 2 души; эстов — 1 хозяйство, 5 душ; латгальцев — 1 хозяйство, 2 души. (1926 год)

В состав Осельковского сельсовета по данным переписи населения 1926 года входили: деревни Осельки, Рохма и сельхозартели «Осельки» и «Луна».
С февраля 1927 года в составе Куйвозовской волости. С августа 1927 года в составе Куйвозовского района.
С 1928 года в составе Лесколовского сельсовета.
По административным данным 1933 года близлежащие деревни Осельки были переименованы в Верхние Осельки и Нижние Осельки. Деревня Нижние Осельки относилась к Лесколовскому сельсовету Куйвозовского финского национального района.
По административным данным 1936 года деревня Нижние Осельки являлась административным центром Лесколовского сельсовета Токсовского района.  В сельсовете было 11 населённых пунктов, 461 хозяйство и 9 колхозов.

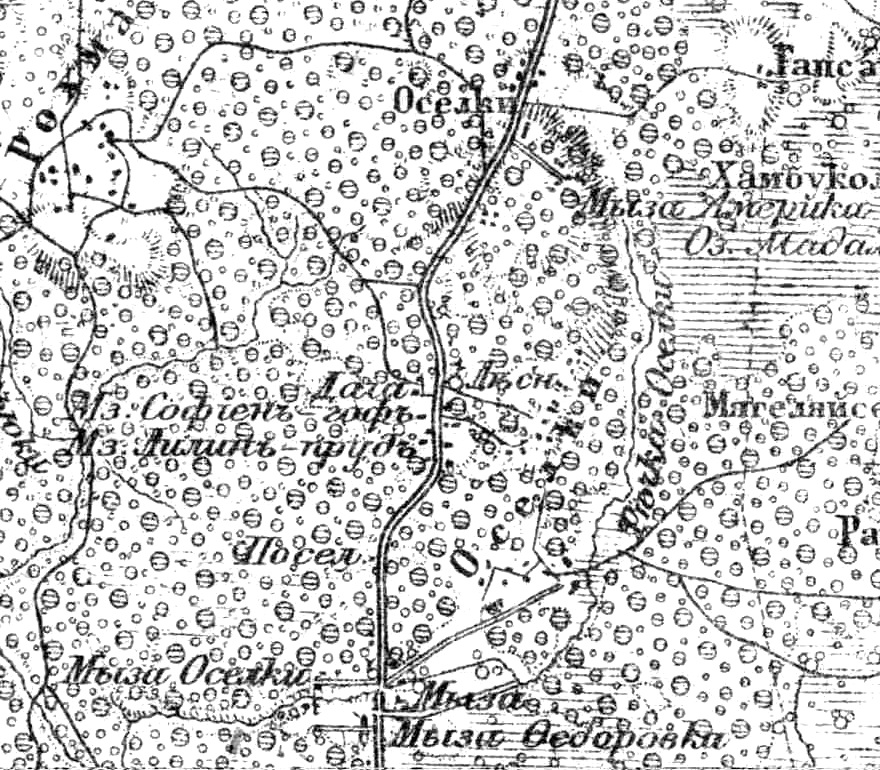
Деревни Осельки на карте 1914 года
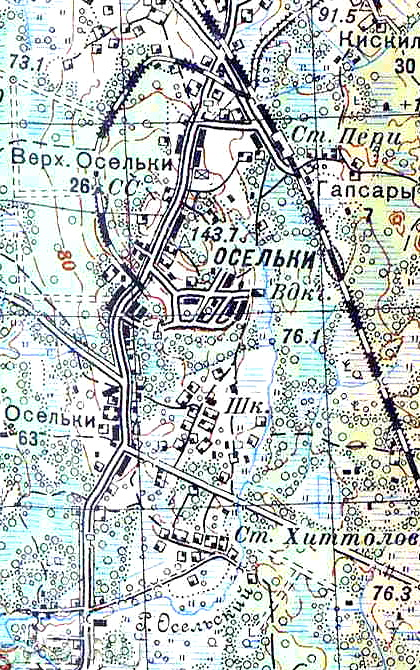
Деревни и посёлок Осельки на карте 1939 года

Согласно переписи населения СССР 1939 года:

НИЖНИЕ ОСЕЛЬКИ — деревня Лесколовского сельсовета Парголовского района, 438 чел. (1939 год)

В 1940 году деревня насчитывала 63 двора.
До 1942 года — место компактного проживания ингерманландских финнов.
С 1954 года в составе Всеволожского района.
В 1958 году население деревни составляло 198 человек.
В конце 1980-х годов на границе деревни Нижние Осельки и посёлка Осельки, созданного в 1930-е годы, построили часовню святого Николая Чудотворца.
По данным 1966, 1973 и 1990 годов деревня Нижние Осельки входила в состав Лесколовского сельсовета.
В 1997 году в деревне проживали 129 человек, в 2002 году — 150 человек (русских — 84%), а в 2007 году — 49, в 2010 году — 57 человек.

## География
Деревня расположена в северной части района на автодороге 41К-012 (Скотное — Приозерск) в месте пересечения её автодорогой 41К-071 (Новое Токсово — Керро).
Расстояние до административного центра поселения — 4 км.
Расстояние до ближайшей железнодорожной станции Пери — 3 км.

## Демография
| 1862 | 1939 | 1958 | 1997 | 2002 | 2007 | 2010 |
| ---- | ---- | ---- | ---- | ---- | ---- | ---- |
| 123  | ↗438 | ↘198 | ↘129 | ↗150 | ↘49  | ↗57  |
| 2013 | 2017 |      |      |      |      |      |
| ↗92  | ↘87  |      |      |      |      |      |

### Национальный состав
Согласно данным Всероссийской переписи населения 2021 года в деревне проживали 242 человека, из них:
 русские — 142, азербайджанцы — 5, армяне — 2, узбеки — 2, абхазы — 1, казахи — 1, карелы — 1, молдаване — 1, украинцы — 1, финны — 1 человек, остальные национальность не указали.

## Транспорт
Через деревню проходят следующие автобусные маршруты:
- № 616 сообщением ж.д. станция Пери — Нижние Осельки
- № 619 сообщением станция метро «Девяткино» — Гарболово
- № 622 сообщением платформа Всеволожская — Гарболово
- № 675Г сообщением станция метро «Проспект Просвещения» — Гарболово

## Фото

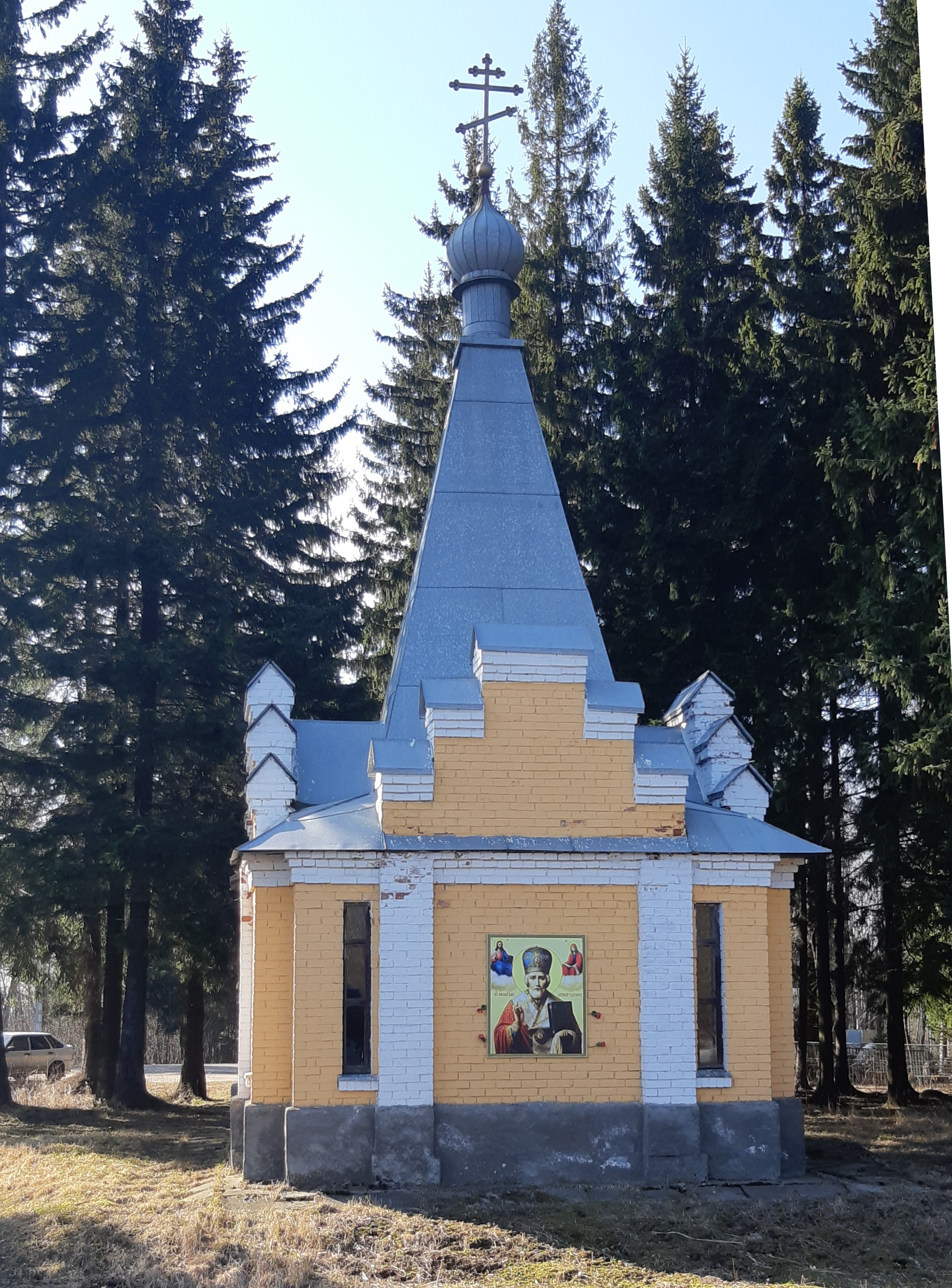
Часовня святого Николая Чудотворца

## Известные уроженцы
- Вальтер Фрицевич Ани (1914—1990) — генерал-лейтенант, министр внутренних дел Эстонской ССР[36].